# Nsutita
La nsutita es un mineral de la clase de los minerales óxidos, y dentro de esta pertenece al llamado “grupo de la ramsdellita”. Fue descubierta en 1962 en una mina de la localidad de Nsuta, en la Región Occidental de Ghana, siendo nombrada así por esta localidad. Un sinónimo poco usado es el de yokosukaíta.

## Características químicas
Es un óxido simple de manganeso, hidroxilado. Se encuadra en el grupo de la ramsdellita, junto a todos los óxidos de manganeso.

## Formación y yacimientos
Aparece como mineral secundario a partir de la oxidación de minerales de carbonato de manganeso, formado bajo condiciones de oxidación alcalina con deficiencia de bario y potasio. Se encuentra en la mayoría de los principales yacimientos de manganeso del mundo.
Suele encontrarse asociado a otros minerales como: pirolusita, criptomelana, romanechita, calcofanita, otros óxidos de manganeso, rodocrosita, cuarzo o goetita.

## Usos
Por su alto contenido en manganeso es extraído como mena de este metal.